# Хлорид триэтилендиамининдия
Хлорид триэтилендиамининдия — органическое вещество, хелатное соединение металла индия с формулой [In(C2H8N2)3]Cl3. При нормальных условиях представляет собой бесцветное вещество, растворимое в воде.

## Получение
- Реакция этилендиамина с хлоридом индия(III):

{\displaystyle {\mathsf {3C_{2}H_{8}N_{2}+InCl_{3}\ {\xrightarrow {}}\ [In(C_{2}H_{8}N_{2})_{3}]Cl_{3}}}}

## Физические свойства
Хлорид триэтилендиамининдия образует твёрдое бесцветное вещество, хорошо растворяется в воде.

## Химические свойства
- При нагревании разлагается по уравнениям:

{\displaystyle {\mathsf {[In(C_{2}H_{8}N_{2})_{3}]Cl_{3}\ {\xrightarrow {140^{o}C}}\ [In(C_{2}H_{8}N_{2})_{2}Cl_{2}]Cl+C_{2}H_{8}N_{2}\uparrow }}}
{\displaystyle {\mathsf {[In(C_{2}H_{8}N_{2})_{2}Cl_{2}]Cl\ {\xrightarrow {280-420^{o}C}}\ InCl_{3}+2C_{2}H_{8}N_{2}\uparrow }}}